# Séfer Raziel HaMalaj

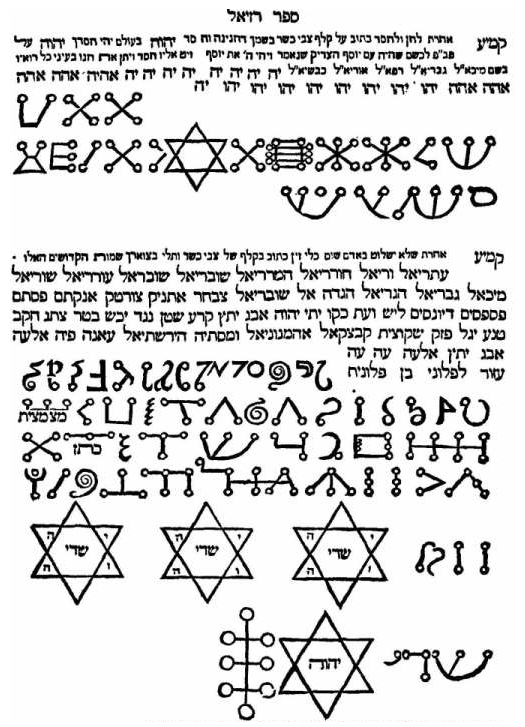
Página del Sefer Raziel HaMalach.

El Séfer Raziel HaMalaj (en hebreo: ספר רזיאל המלאך) (en español: El Libro del Arcángel Raziel) o simplemente Séfer Raziel es un grimorio del misticismo judío atribuido al arcángel Raziel.
Es una obra pseudoepigráfica, pues se afirma que fue compuesta por Patriarca Adán, quien lo habría escrito al dictado del arcángel Raziel, de ahí su nombre. Esto lo haría la obra más antigua de la Humanidad.  
La primera mención del título, lo cual no implica que el libro mismo existiese, aparece en un texto del siglo IV: La espada de Moisés, del cual tampoco se conservan más que manuscritos medievales. 
La evidencia interna y externa, indica que el libro no es anterior al siglo XIII, si bien puede contener fragmentos provenientes de la Alta Edad Media e incluso de la Antigüedad Tardía. El trasfondo de la obra la remite al movimiento de los Hasidei Ashkenaz medievales. Su redactor, o al menos compilador, fue el rabino Eleazar de Worms (ca. 1176–1238) quien le dio el nombre de Séfer Galei Razia, más tarde convertido en su título actual: Séfer Raziel HaMalaj. A semejanza de otras obras del mismo estilo, como el Sefer Yetzirá, existen diversas versiones, algunas de las cuales contienen opiniones teológicas distintas a las del compilador.
El libro fue muy conocido entre los místicos medievales tanto judíos como cristianos, a tal punto que una de sus más antiguos testimonios es una edición en latín, Liber Razielis Archangeli, efectuada bajo el patrocinio del rey Alfonso, el Sabio de Castilla.
La edición hebrea más conocida de este libro se publicó en Ámsterdam en 1701. 

## Contenido
El libro se presenta como una enseñanza del arcángel Raziel dirigida primero a Adán y luego a Abraham para revelar y explicar las leyes de la Creación. Se divide en cinco libros que tratan sobre la angelología, los Nombres divinos, la gematría, la astronomía y la construcción.